# Ластівка короткохвоста
Ластівка короткохвоста (Hirundo domicola) — вид горобцеподібних птахів родини ластівкових (Hirundinidae). Поширений в Південній Азії.

## Поширення
Трапляється лише на півдні Індії та Шрі-Ланки. Хоча він зустрічається переважно в горах, його також можна побачити в прилеглих прибережних районах.

## Опис
Дрібна ластівка, завдовжки близько 13 см. Верхні частини чорного кольору, глянцево-сині на спині та голові та коричневі на крилах і хвості. Лоб, горло, щоки і верхня частина грудей червоні. Низ сірий. Від сільської ластівки та її близького родича австралійської ластівки вона відрізняється тим, що має коротший і менш роздвоєний хвіст.

## Спосіб життя
Ластівка будує чашоподібне гніздо з мулу, яке розміщує на скелях або в спорудах людини. Зсередини гніздо вистелене м'яким матеріалом. Кладка зазвичай складається з чотирьох яєць. Поведінка подібна до поведінки інших повітряних комахоїдних. Птах швидко літає і харчується в основному мухами, яких ловить на льоту.